# Вагон метро 81-765/766/767 «Москва»
Вагони метрополітену серії 81-765/766/767, або «Москва» — модифікація вагонів 81-760/761/763. Розроблені Метровагонмашем спільно з ОЕВРЗ.

## Модифікації

### 81-765.2
81-765.2 — модифікація із сидіннями,  розташовані перпендикулярно осі вагона.

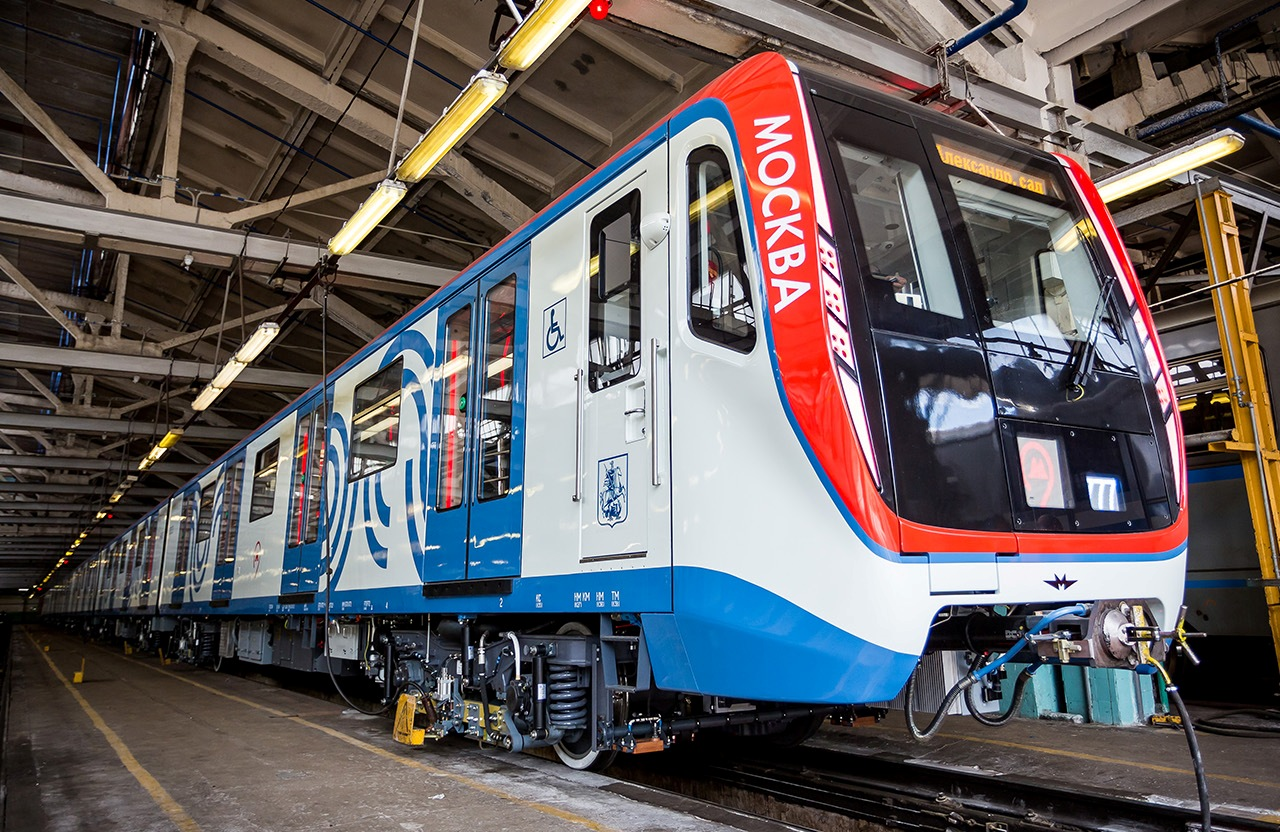
Вид ззовні
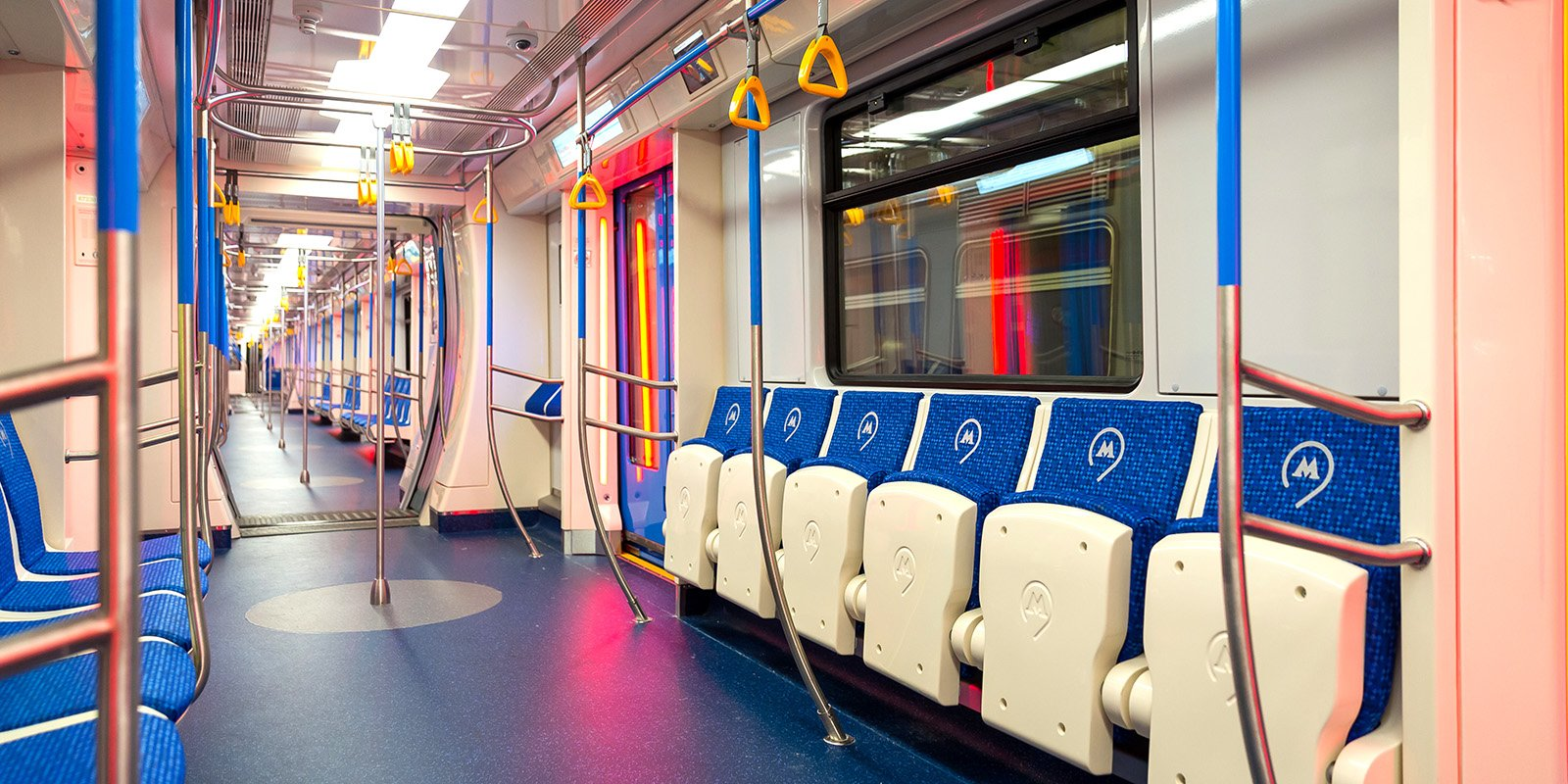
Пасажирський салон

### 81-765.3
Серія 81-765.3 — це друга модифікація, що базується на базовому типі та розроблена для відкритих наземних ліній метрополітену у 2018 році.

### 81-765.4
Серія 81-765.4 (під назвою «Москва-2019») — це рестайлінг/модифікація 2019 року. Зміни включали оновлений салон та систему гальмування, що дозволяє гальмувати без пневматичних гальм до повної зупинки.

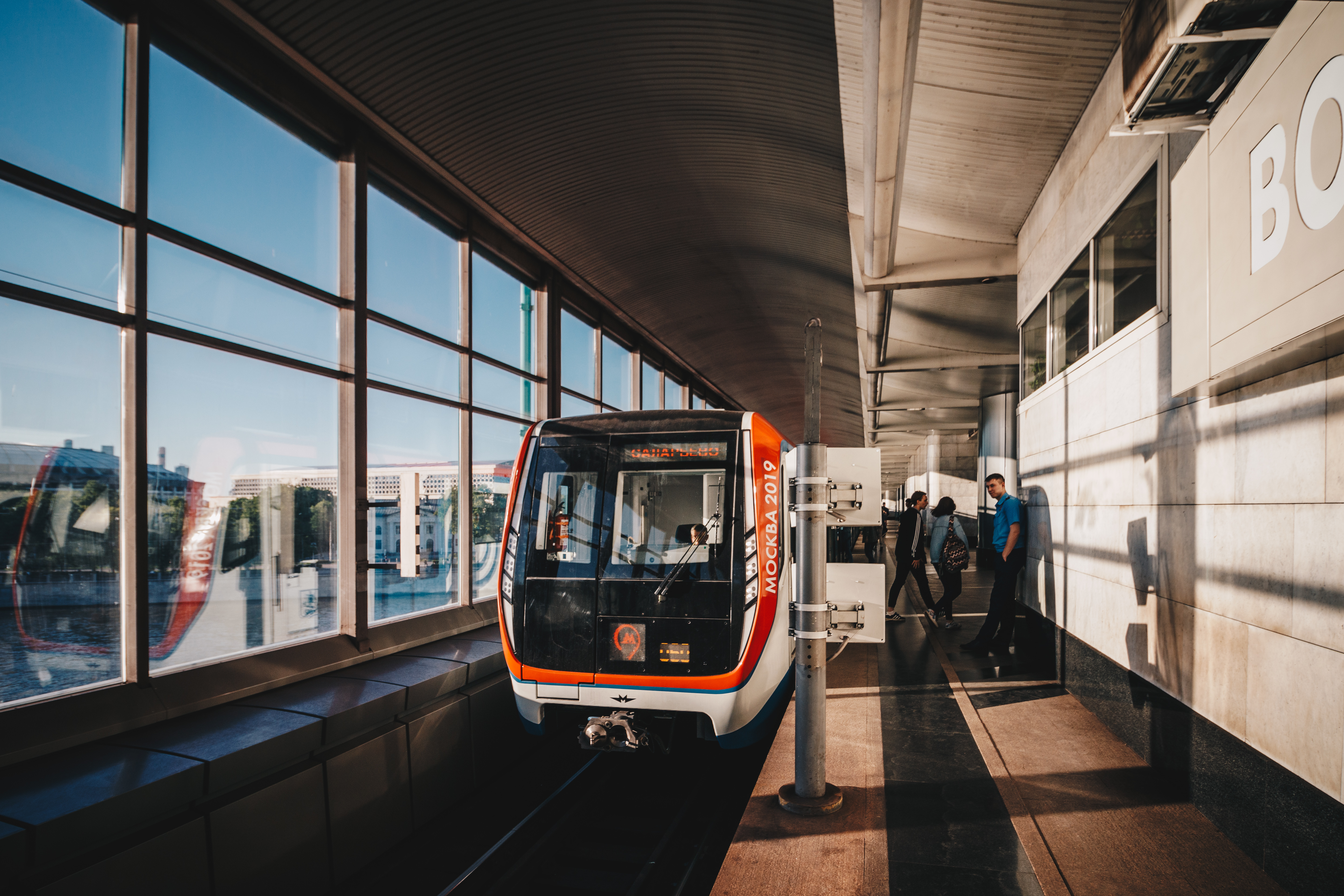
Зовнішній вигляд
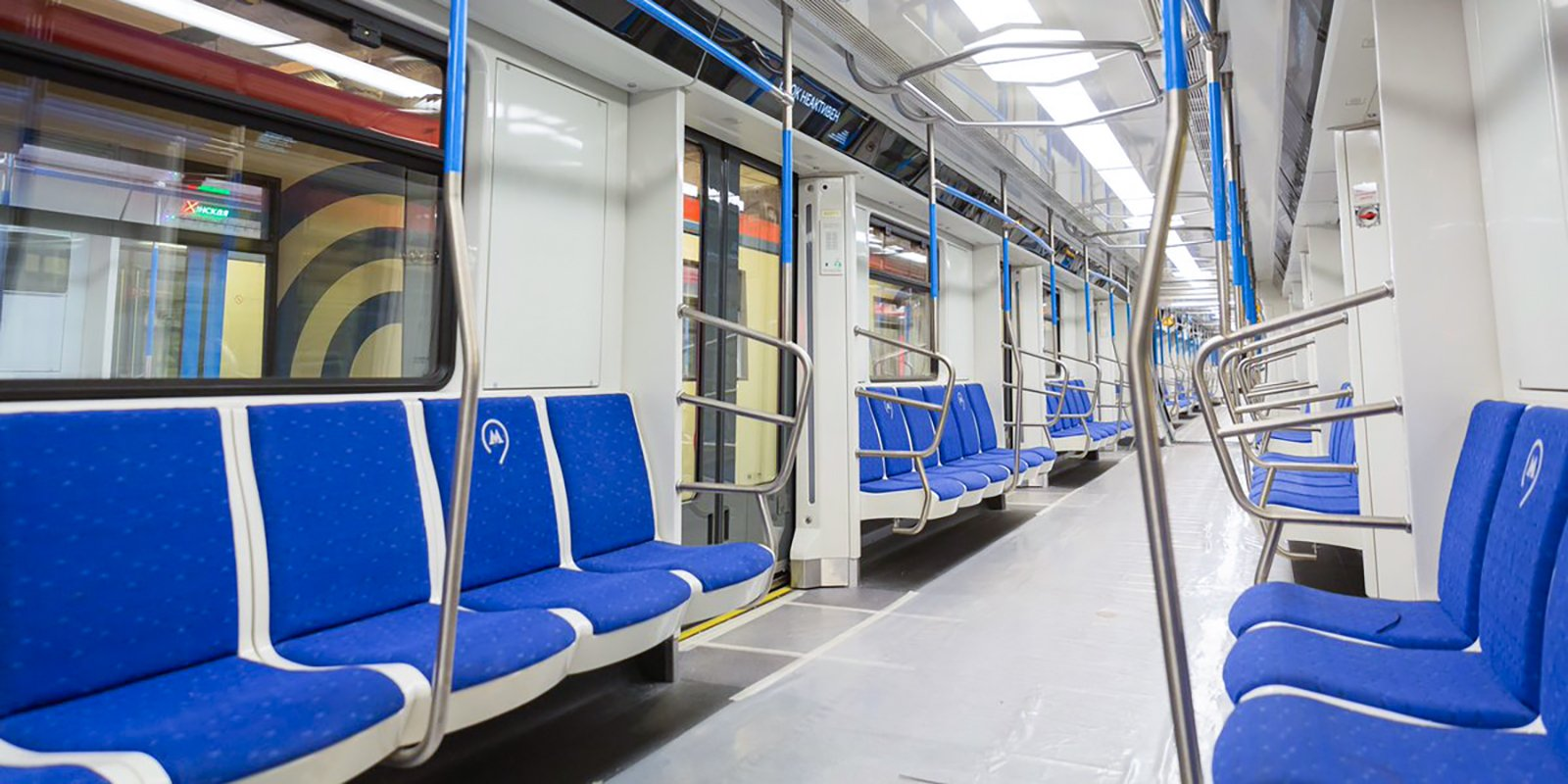
Інтер'єр

### 81-765.7

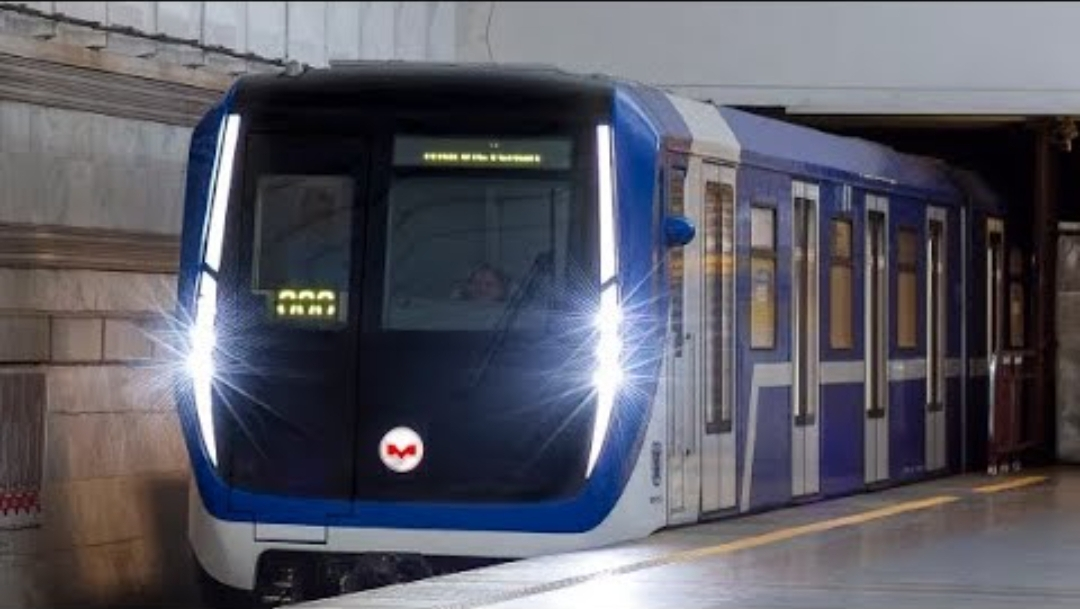
Вагон 81-765.7

Серія 81-765.7 (під назвою «Мінськ-2024») — модифікація для Мінського метрополітену.

## Галерея

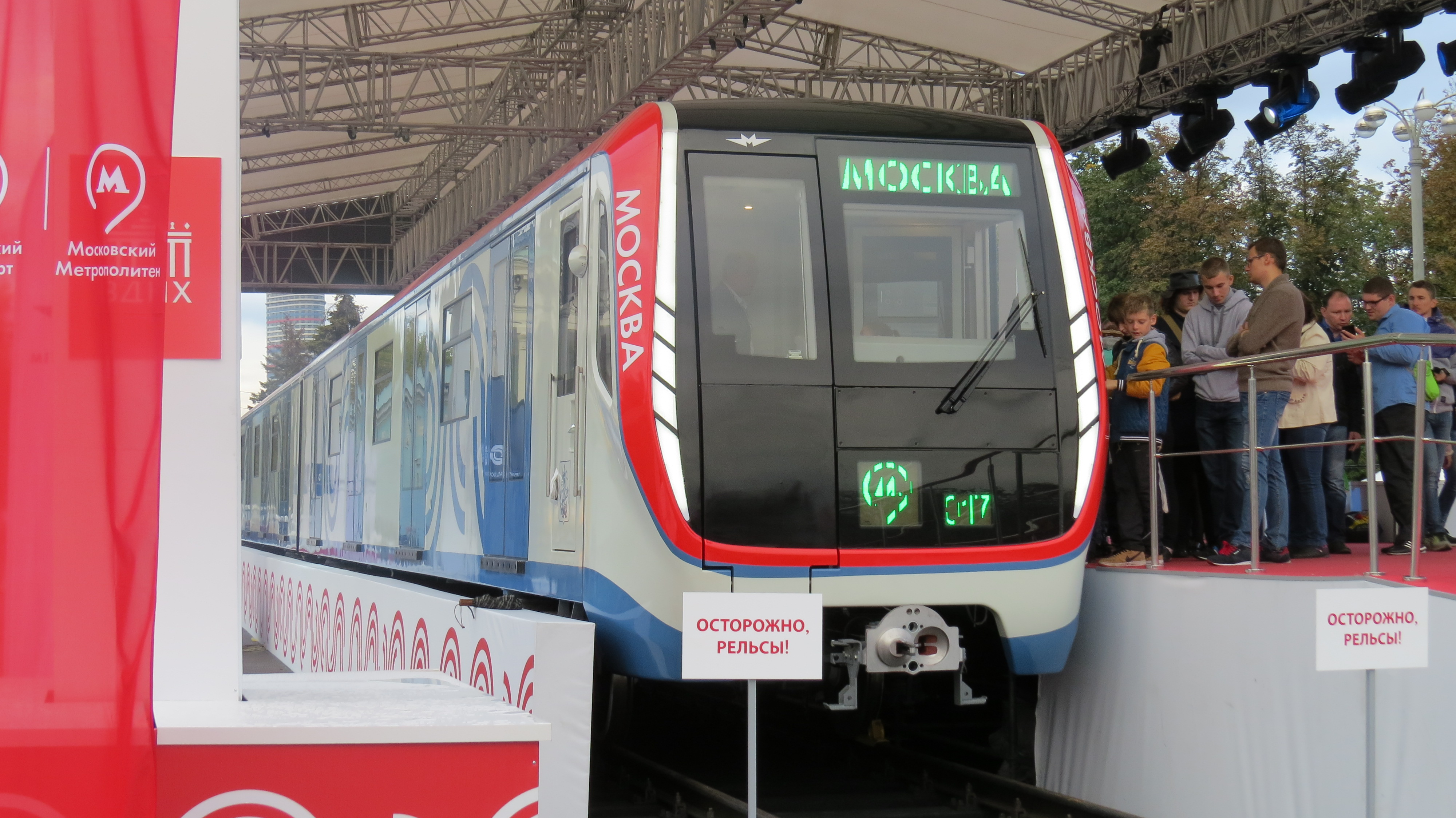
Головний моторний вагон 81-765, вид спереду
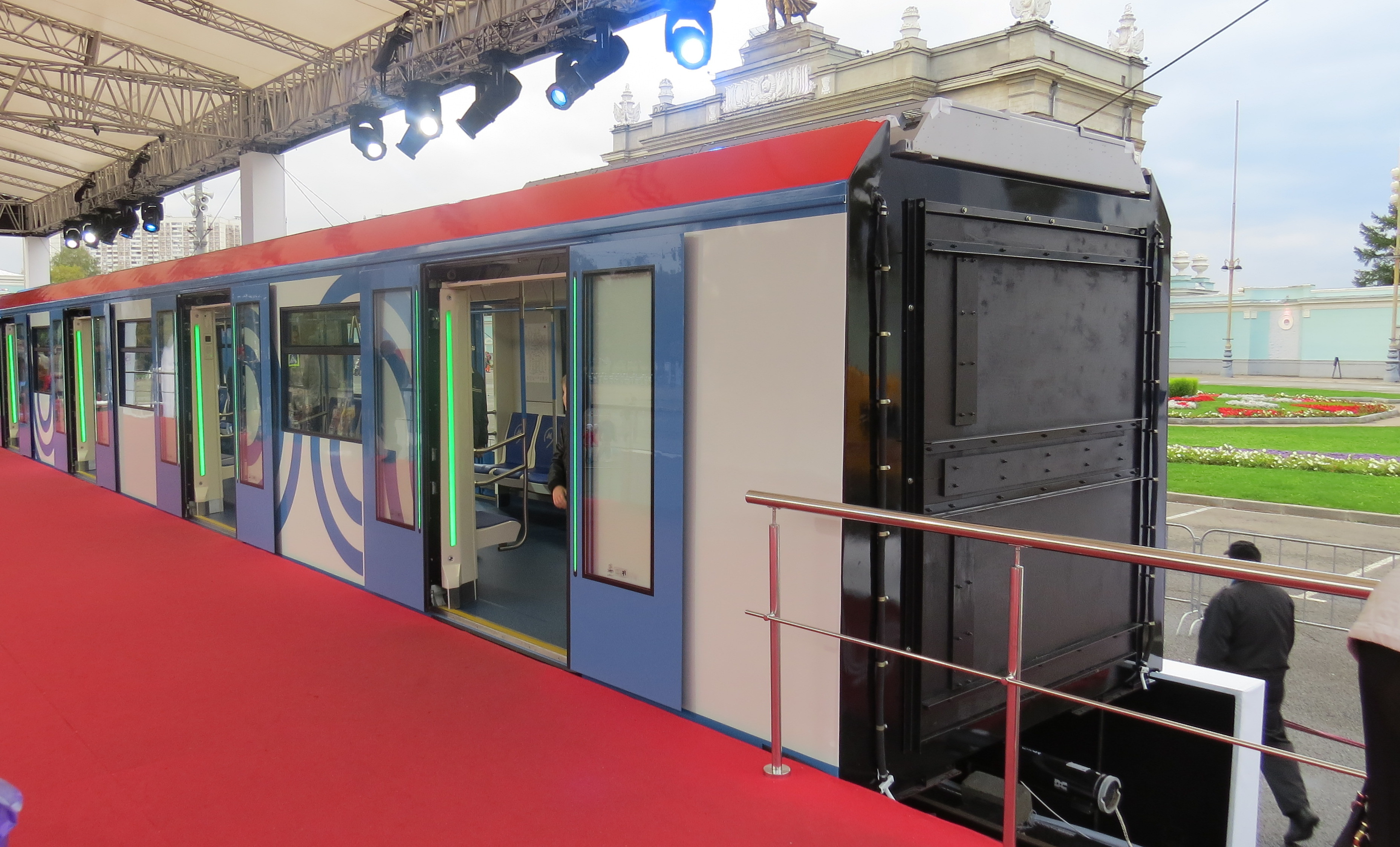
Проміжний моторний вагон 81-766, вид спереду
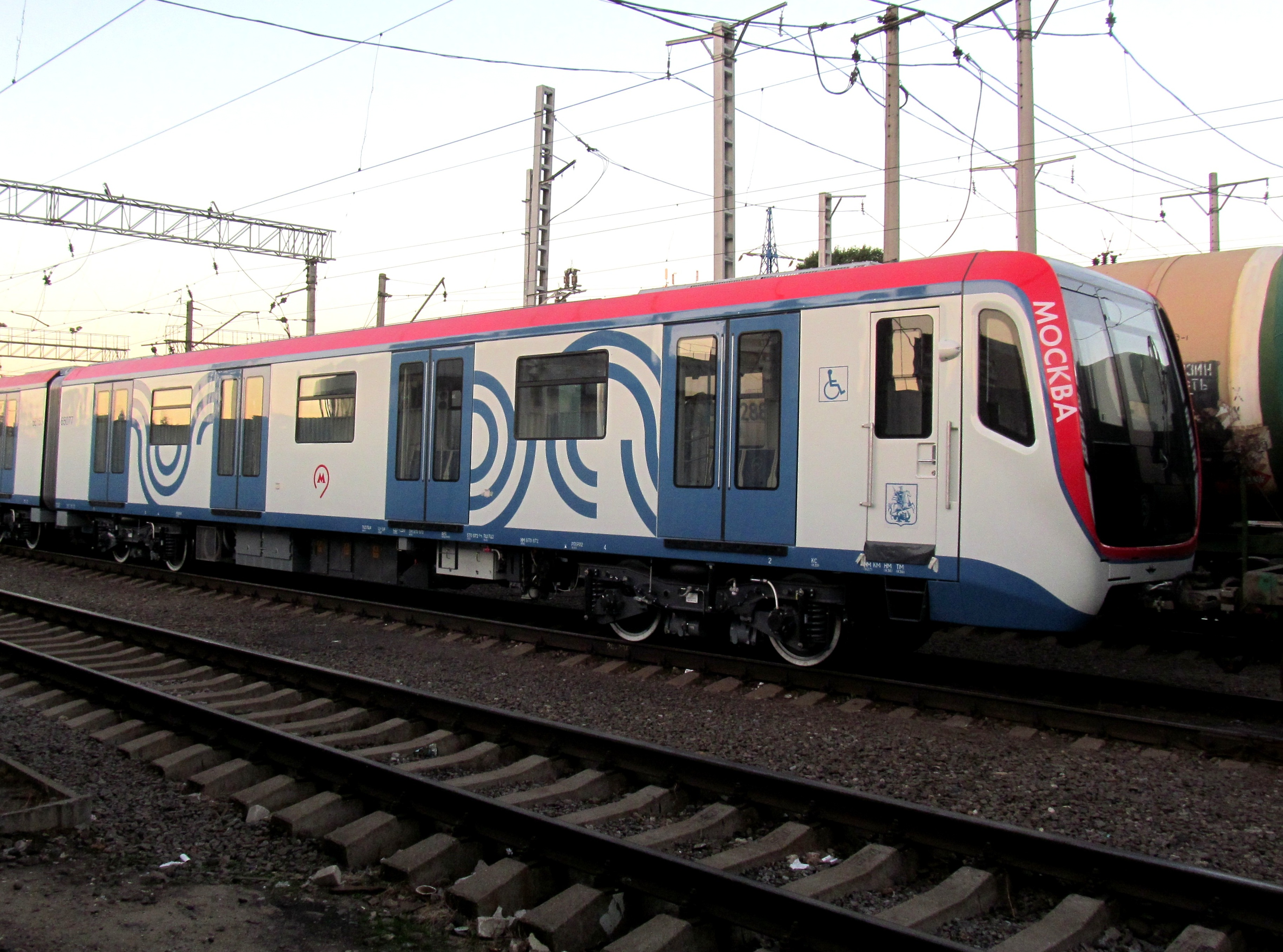
Головний моторний вагон 81-765, вид збоку
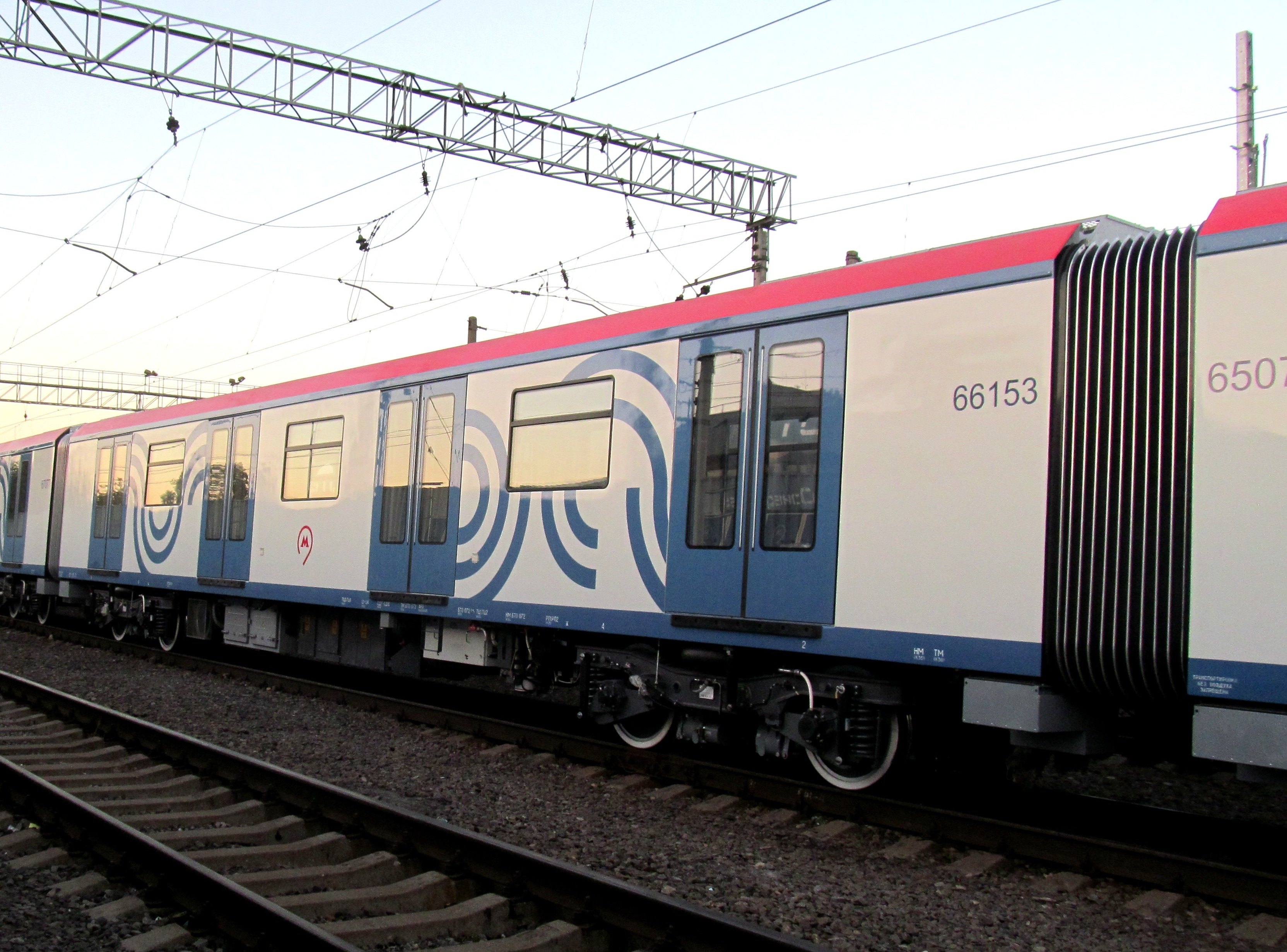
Проміжний моторний вагон 81-766, вид збоку
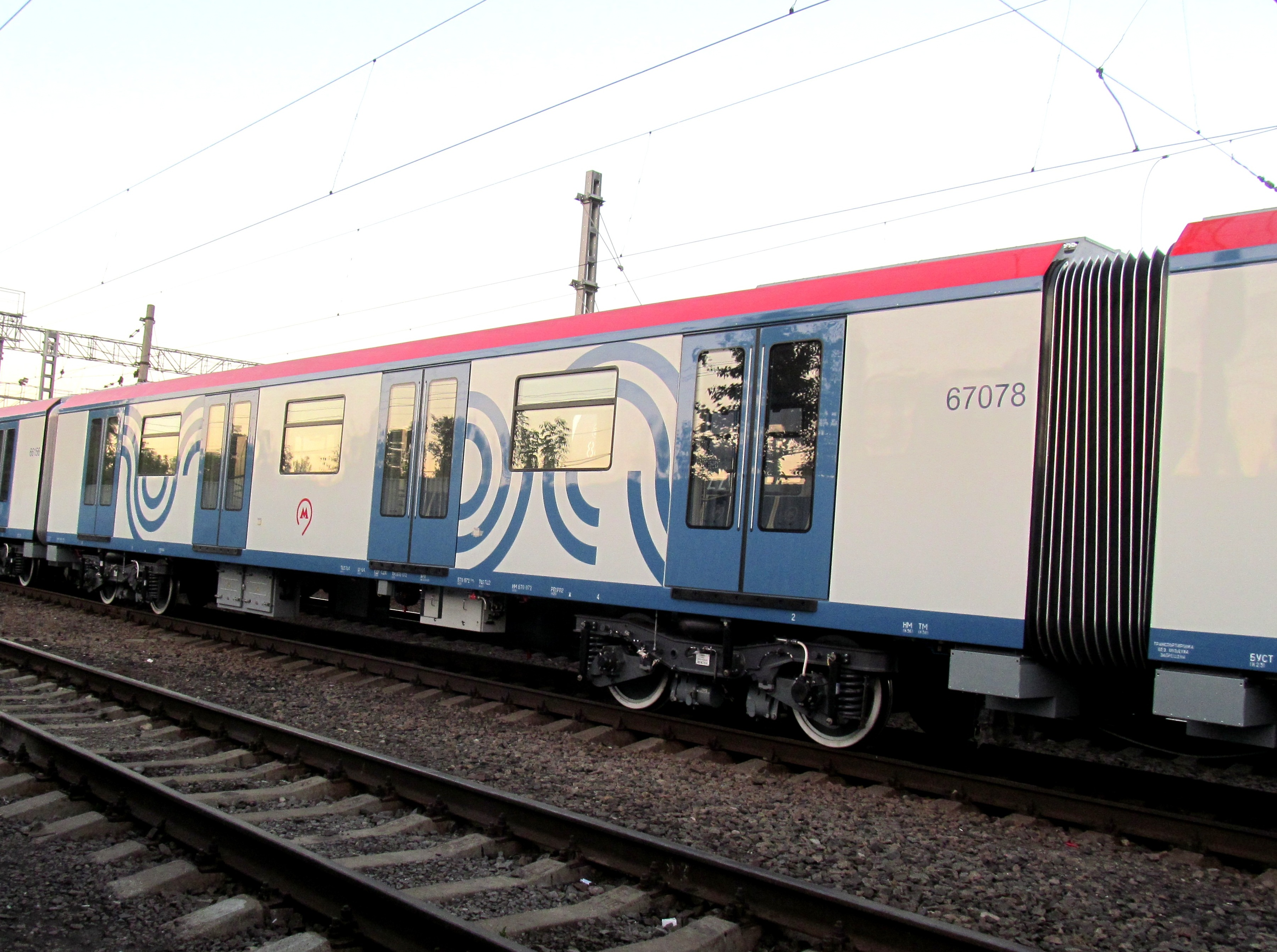
Проміжний причіпний вагон 81-767, вид збоку
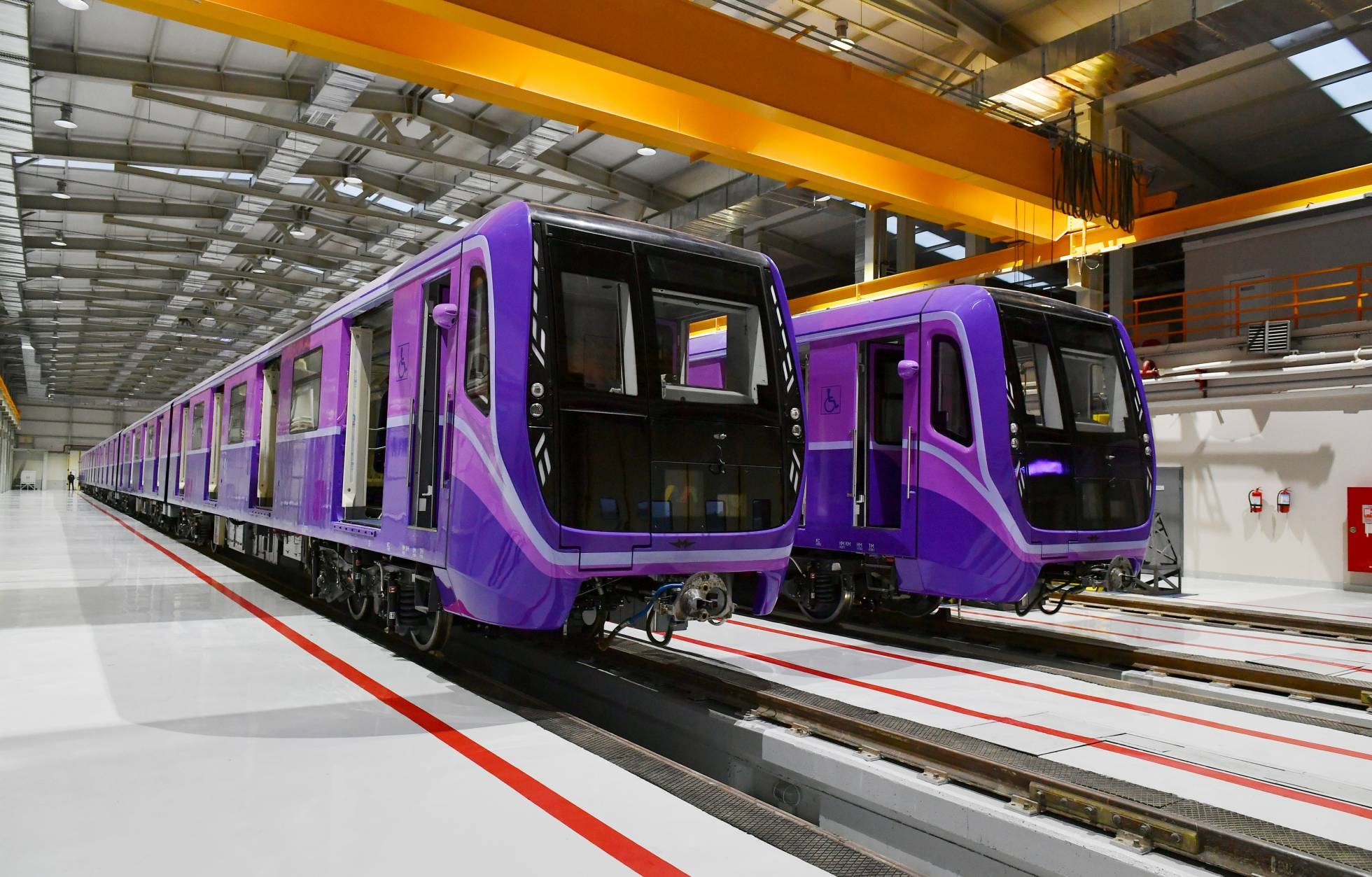
81-765 у Баку
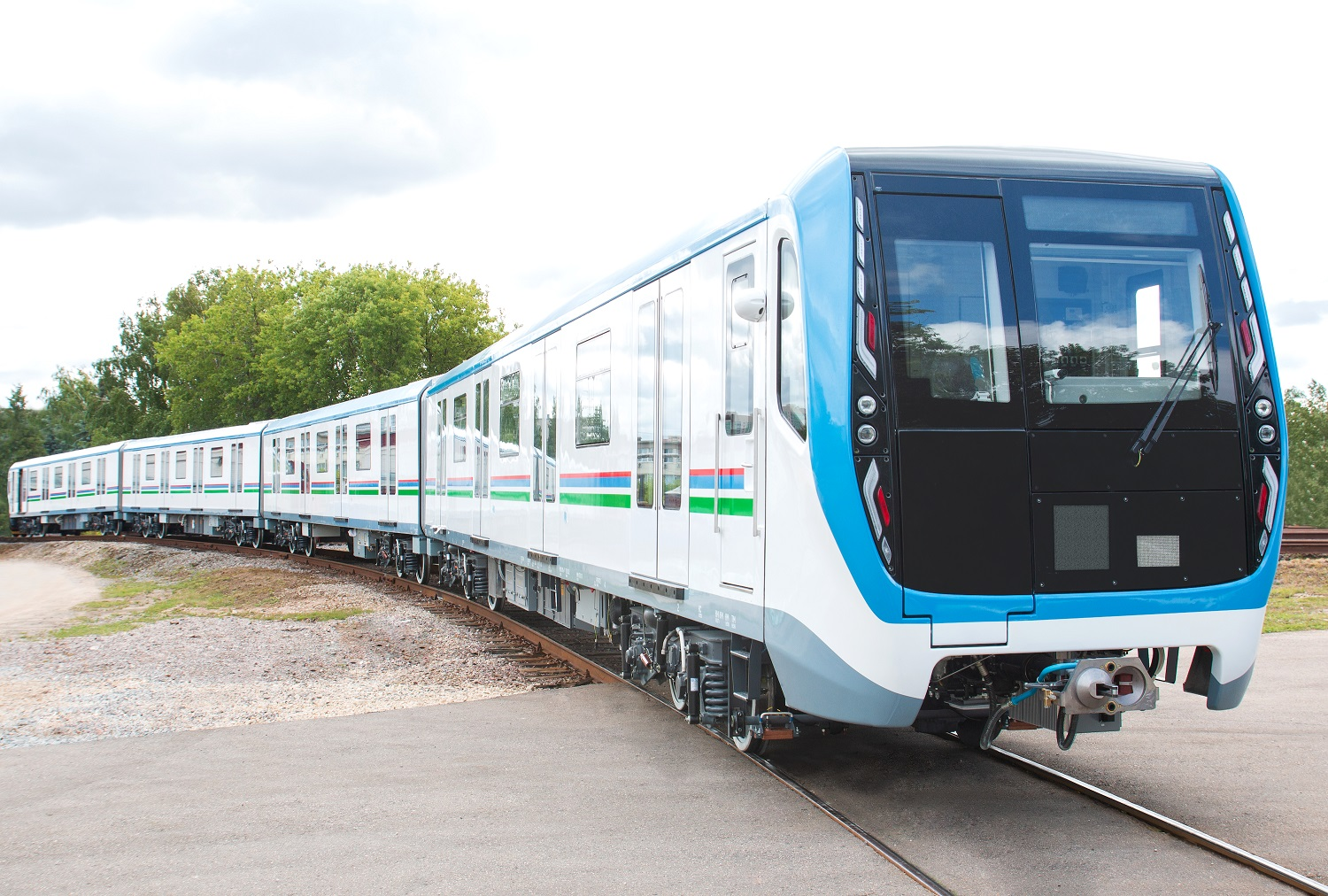
81-765 у Ташкенті
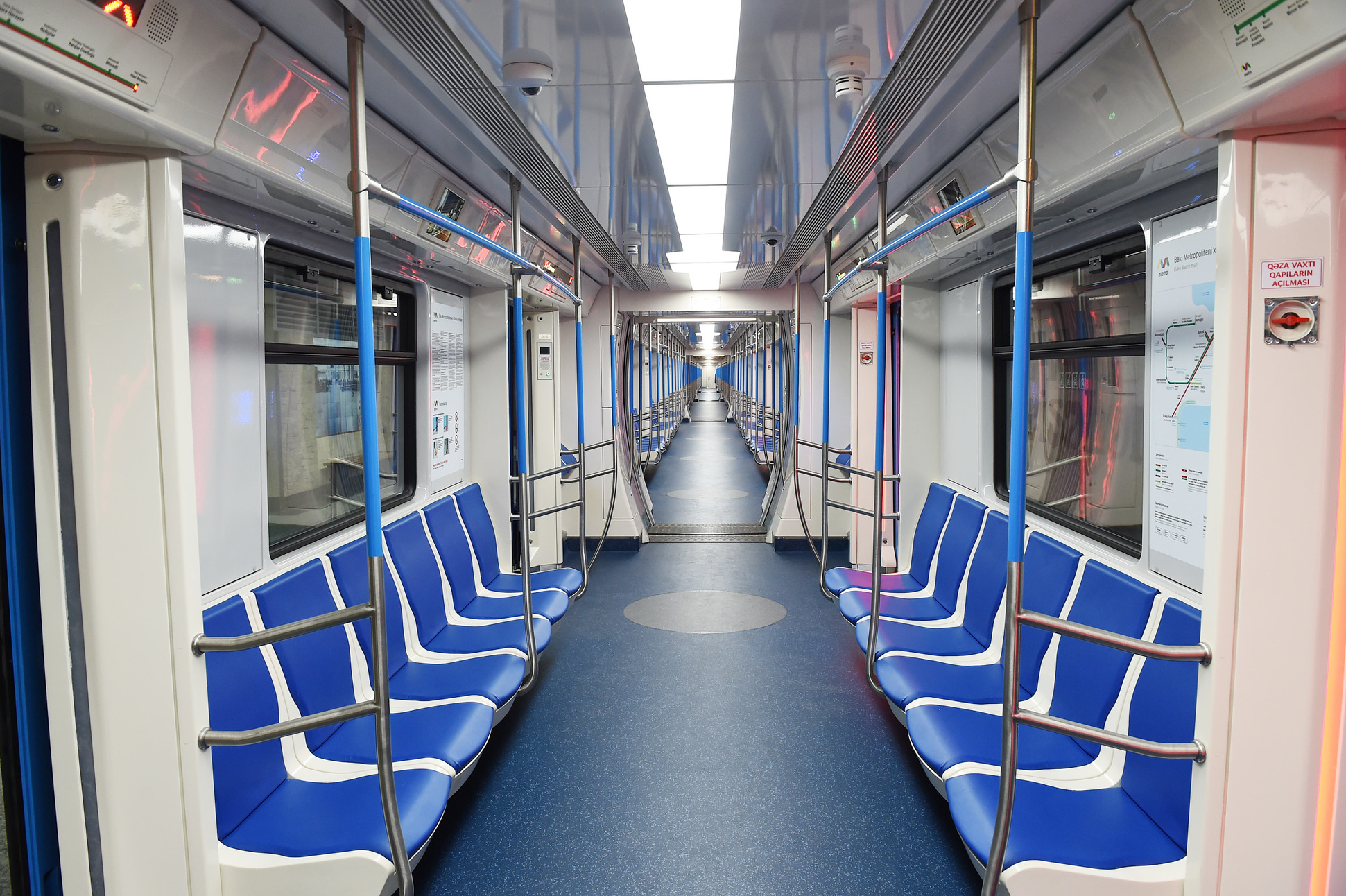
Пасажирський салон

## Конструкція
Поїзди складаються з двох головних моторних вагонів 81-765, одного/двох проміжних моторних 81-766 та одного причіпного 81-767. Вагони з'єднані наскрізними проходами.